# Nel mondo dei dinosauri
Nel mondo dei dinosauri (Walking with Dinosaurs) è una miniserie televisiva documentaristica di sei episodi del 1999, creata da Tim Haines e prodotta dalla BBC Science Unit, Discovery Channel e BBC Worldwide, in associazione con TV Asahi, ProSieben e France 3. Concepita come la prima "storia naturale sui dinosauri ", Nel mondo dei dinosauri mostra dinosauri e altre creature del Mesozoico come animali viventi, nello stile di un tradizionale documentario naturalistico. La serie andò in onda per la prima volta sulla BBC nel Regno Unito nel 1999, con la narrazione di Kenneth Branagh. Fu successivamente trasmessa in Nord America su Discovery Channel nel 2000, con la voce narrante di Avery Brooks al posto di Branagh. Una versione italiana in VHS venne distribuita settimanalmente da TV Sorrisi e Canzoni, a cura di Alessandro Cecchi Paone, nel 1999, con episodi intitolati in maniera differente rispetto alle successive versioni e con una durata di 40 minuti a puntata, ciascuna contenente 30 minuti di documentario e 10 minuti di dietro le quinte.
Nel mondo dei dinosauri fu in grado di ricreare le sue specie estinte attraverso l'uso combinato di immagini generate al computer e animatroni incorporati in filmati live action girati in varie località, utilizzando una tecnica fortemente ispirata al film Jurassic Park (1993). Con un costo complessivo di 6,1 milioni di sterline, la produzione della serie raggiunse un costo superiore a 37.654 sterline al minuto, rendendola la serie di documentari al minuto più costosa mai realizzata. Inizialmente si temeva che gli effetti visivi della serie fossero troppo costosi da produrre, ma le tecniche innovative della pluripremiata società di grafica Framestore permisero di ridurre i costi a sufficienza per produrre una serie di tre ore.
Con ben 15 milioni di spettatori per la sua prima messa in onda, Nel mondo dei dinosauri è stato di gran lunga il programma scientifico più visto nella storia della televisione britannica durante il XX secolo. La serie ha ricevuto il plauso della critica e ha vinto numerosi premi, tra cui due BAFTA Awards, tre Emmy Awards e un Peabody Award. La maggior parte degli scienziati ha elogiato la serie per le rigorose ricostruzioni delle creature preistoriche e per l'uso, all'epoca, degli studi più aggiornati, oltre che per aver rappresentato i dinosauri come animali reali e non come mostri cinematografici. Tuttavia, alcune critiche scientifiche vennero sollevate nei confronti della narrazione, che non chiariva sempre cosa fosse frutto di speculazione e cosa no, oltre ad alcune imprecisioni scientifiche specifiche.
Il successo di Nel mondo dei dinosauri ha generato un nuovo genere di documentari sulla vita preistorica, caratterizzati dalla ricreazione di dinosauri e altre creature estinte tramite computer grafica, ma mantenendo lo stile narrativo dei documentari naturalistici. La serie rappresenta il primo capitolo della fortunata saga documentaristica televisiva della BBC Walking with..., che include I predatori della preistoria (Walking with Beasts, 2001), Gli uomini della preistoria (Walking with Cavemen, 2003), Mostri del mare (Sea Monsters, 2003) e L'Impero dei Mostri: la vita prima dei dinosauri (Walking with Monsters, 2005). La serie è stata affiancata anche da libri, da un sito web interattivo e innovativo per l'epoca, nonché da mostre, spettacoli teatrali dal vivo come Walking with Dinosaurs − The Arena Spectacular, videogiochi e un adattamento cinematografico nel 2013.
Una versione rimontata di Nel mondo dei dinosauri è stata trasmessa su Discovery Kids come prima stagione di Prehistoric Planet. Il documentario, rielaborato per un pubblico di bambini, ha visto la rimozione o la modifica di alcune scene per rendere la visione più adatta ai minori. La stessa versione, senza scene tagliate, è stata successivamente distribuita anche in DVD. Insieme a Jurassic Park, Nel mondo dei dinosauri è comunemente citata come una delle rappresentazioni mediatiche più influenti nella divulgazione popolare dei dinosauri.
Nell'estate del 2024, la BBC e la PBS hanno annunciato che è in produzione una nuova reinvenzione della serie, composta da sei nuovi episodi.

## Premessa
Concepito come la prima "storia naturale dei dinosauri" e pensato per offrire agli spettatori "una finestra su un mondo perduto", Nel mondo dei dinosauri esplora la vita dell'era mesozoica, con un'attenzione particolare ai dinosauri, adottando il formato di un tradizionale documentario naturalistico.

## Produzione

### Contesto e origini
Nel mondo dei dinosauri fu ideato da Tim Haines, che ebbe l'idea nel 1996 mentre lavorava come produttore scientifico presso la BBC. All'epoca, la direttrice della BBC Science, Jana Bennett, aveva avviato una politica volta a incoraggiare i produttori a proporre nuove serie storiche, con l'obiettivo di incrementare la produzione scientifica della BBC e innalzare il livello della programmazione divulgativa. Bennett aveva richiesto in particolare proposte relative a geologia, medicina e storia naturale.
L'idea di Nel mondo dei dinosauri venne a Haines in seguito all'uscita del film Jurassic Park nel 1993, che aveva stabilito un nuovo punto di riferimento per l'intrattenimento dedicato ai dinosauri. Inizialmente, Haines aveva concepito una serie incentrata sulla storia della paleontologia come scienza, con alcune ricostruzioni; tuttavia, questa proposta fu giudicata poco ambiziosa. Per questo motivo, Haines ideò un progetto focalizzato sui dinosauri, strutturato come un documentario naturalistico tradizionale.
Fu Haines a suggerire di utilizzare le stesse tecniche impiegate nella produzione di Jurassic Park per realizzare una serie di documentari sulla natura. Secondo lui, l'obiettivo di Nel mondo dei dinosauri era quello di "creare un'esperienza coinvolgente che fosse allo stesso tempo spettacolare e istruttiva".
Haines analizzò i costi che un simile progetto avrebbe comportato. Si rivolse inizialmente alla Industrial Light & Magic (ILM), la società responsabile degli effetti visivi di Jurassic Park, che stimò un costo di 10.000 dollari al secondo per le animazioni dei dinosauri – una cifra troppo elevata per una serie televisiva. Mentre Jurassic Park conteneva solo nove minuti di dinosauri in CGI, la serie immaginata da Haines avrebbe richiesto almeno tre ore di animazioni. Di conseguenza, Haines inizialmente ripensò l'approccio, trasformando il programma in uno show incentrato principalmente su piante, insetti e paesaggi, con i dinosauri presenti solo sporadicamente.
Il concetto originale tornò in auge quando Haines entrò in contatto con Framestore, una società di effetti visivi con sede nel Regno Unito. Framestore aveva già vinto diversi Emmy Awards per il suo lavoro in produzioni come Alice nel paese delle meraviglie (1999) e I viaggi di Gulliver (1996). Il capo della società, Mike Milne, inizialmente rifiutò il progetto a causa degli alti costi previsti, ma cambiò idea dopo aver realizzato che si sarebbe pentito se un'altra compagnia avesse colto l'opportunità. Milne comprese appieno il potenziale della serie e riuscì a ridurre considerevolmente i costi dell'animazione grazie a soluzioni creative e flessibili.
Con la conferma da parte di Milne che il progetto fosse realizzabile, Haines presentò la proposta a Bennett come una serie in sei episodi di 30 minuti ciascuno, con il titolo provvisorio Walking with Dinosaurs. Il titolo nacque da un errore di memoria di Haines, che credeva erroneamente che Balla coi lupi (Dances with Wolves, 1990) si intitolasse Walking with Wolves.

### Episodio pilota e finanziamenti
Alla BBC piacque l'idea di Nel mondo dei dinosauri, ma inizialmente vi erano dubbi sul fatto che una serie di quelle dimensioni fosse effettivamente realizzabile. Dopo aver presentato il progetto anche alla BBC Worldwide, Haines ricevette 100.000 sterline per realizzare un breve episodio pilota. Nella primavera del 1997, Haines, accompagnato da un solo cameraman, si recò in un parco nazionale nei pressi di Pafo, a Cipro, per girare le riprese necessarie. Nel frattempo, Mike Milne radunò una piccola squadra per produrre i modelli e le animazioni digitali.
L'episodio pilota, completato nell'estate del 1997, aveva una durata di sei minuti. L'unico consulente scientifico coinvolto fino a quel momento fu il paleontologo David Martill, che offrì i propri servizi gratuitamente a condizione di poter rimanere come consulente nel caso in cui la serie fosse stata realizzata.
Il pilota era a tema marino e si concentrava su un grande pliosauro spiaggiato, basandosi sui fossili dell'Oxford Clay giurassico dell'Inghilterra (ambientazione che sarà poi ripresa nell'episodio Mare Crudele). Fu proprio Martill a suggerire questa ambientazione, ma temendo che un episodio marino potesse non contenere abbastanza animali "accattivanti" per il grande pubblico, propose l'inclusione del teropode Eustreptospondylus. Una delle principali differenze tra il pilota e la serie finale era l'uso di radiografie parziali per mostrare il funzionamento interno degli animali, utile a fini esplicativi. Questa tecnica fu poi abbandonata nella serie, in favore di un'estetica più aderente a quella di un documentario naturalistico.
Oltre al pilota, Framestore realizzò anche un set fotografico e un breve trailer in cui un gruppo di plesiosauri cacciava dei pesci, per promuovere meglio il progetto. Grazie a questi materiali, ci fu da subito un notevole interesse attorno alla serie, quando immagini e trailer furono mostrati insieme al pilota. Jana Bennett sostenne attivamente il progetto, presentandolo sia a Michael Jackson, direttore di BBC One, sia a Mike Quattrone di Discovery Channel.
Il pilota fu sufficiente per convincere BBC One, BBC Worldwide e Discovery Channel a finanziare la produzione di Nel mondo dei dinosauri. Circa un terzo del budget complessivo proveniva da BBC One, un terzo da Discovery Channel e un terzo da BBC Worldwide. Importanti contributi finanziari arrivarono anche da TV Asahi in Giappone e da ProSieben in Germania.
Nel mondo dei dinosauri fu considerata una produzione ad alto rischio, poiché molto costosa e basata su "tecnologia hollywoodiana" usata per educare, non soltanto per intrattenere. In totale, la realizzazione della serie costò 6,1 milioni di sterline, con un costo di oltre 37.654 sterline al minuto, rendendola la serie documentaristica al minuto più costosa mai prodotta. Durante la produzione fu annunciata come una delle serie più ambiziose mai realizzate.
Insieme a Haines, la serie fu sviluppata anche dall'acclamata produttrice Susan Spindler, già nota per aver lavorato alla serie BBC The Human Body. Il team di produzione si ampliò includendo il produttore Jasper James (che produsse e diresse il terzo e il quarto episodio e diresse anche il sesto, mentre Haines si occupò degli altri), la direttrice di produzione Alison Woolnough e il produttore esecutivo John Lynch.

### Pre-produzione e riprese
Haines trascorse due anni parlando con scienziati e leggendo fonti paleontologiche primarie e secondarie per creare le storie di Nel mondo dei dinosauri. Sebbene l'obiettivo fosse quello di far sembrare il programma come una semplice trasmissione di eventi naturali, in stile documentario naturalistico, la serie richiedeva che Haines tracciasse vere e proprie narrazioni e creasse storyboard dettagliati.
La produzione di Nel mondo dei dinosauri durò 18 mesi. Era essenziale, per rispettare la visione della serie, rappresentare ogni epoca in cui si svolgeva un episodio nel modo più accurato possibile sulla base delle conoscenze scientifiche allora disponibili. Oltre alla ricerca condotta da Haines, nei primi sei mesi di sviluppo il team di produzione si dedicò interamente alla selezione dei periodi e dei momenti del Mesozoico più studiati e meglio compresi, che potessero essere rappresentativi dell'epoca e offrire al contempo animali interessanti da mostrare. Oltre alle ricerche svolte dai produttori stessi, furono consultati oltre un centinaio di esperti per ogni aspetto della serie.
Progressivamente, il team si concentrò sugli animali di cui si conoscevano abbastanza dettagli da permettere la costruzione di narrazioni più ampie. Ad esempio, il Coelophysis venne scelto per l'episodio Sangue Nuovo (il primo della serie) perché rappresentava un tipico dinosauro primitivo di cui gli scienziati possedevano molte informazioni. Poiché la serie intendeva mostrare non solo i dinosauri principali ma anche il loro ambiente e gli altri animali presenti, Coelophysis offriva un'ulteriore opportunità: era stato ritrovato a Ghost Ranch, nel Nuovo Messico, uno dei giacimenti fossiliferi più ricchi al mondo.
Il comportamento degli animali rappresentati si basava, quando possibile, su prove fossili come segni di morsi e contenuto intestinale, e veniva completato con osservazioni del comportamento di animali moderni. In alcuni casi, tuttavia, si trattava di ipotesi ragionate. Ad esempio, nell'episodio Il Tempo dei Titani (il secondo della serie), si mostra il piccolo pterosauro Anurognathus mentre utilizza l'enorme sauropode Diplodocus come trespolo per nutrirsi dei suoi parassiti. Questo comportamento è ispirato a quello osservato in alcuni uccelli attuali, ma non esistono prove dirette che gli pterosauri si comportassero in questo modo, né è facile che tali prove possano emergere dal record fossile.
Nell'estate del 1997 e nell'inverno del 1998, Haines e il collega produttore Jasper James guidarono una piccola équipe di otto persone in un viaggio intorno al mondo alla ricerca di ambientazioni naturali ancora dominate da vegetazione primitiva, simile a quella del Mesozoico, che potessero servire come sfondi per la serie. Particolare attenzione fu data all'assenza di erba, che all'epoca si credeva non esistesse durante il Mesozoico. Le riprese durarono diverse settimane e le location inclusero: il Labirinto in Tasmania, una foresta di faggi nell'Isola del Sud in Nuova Zelanda, le foreste di sequoie della California, le foreste di araucarie in Nuova Caledonia e nel sud del Cile, oltre alle Bahamas.
Le riprese in ciascuna location duravano solitamente circa quattro settimane. Le riprese in Nuova Caledonia si rivelarono particolarmente difficili, poiché l'esercito francese stava conducendo esercitazioni sull'isola nello stesso periodo, provocando diversi scontri logistici tra la troupe cinematografica e soldati con carri armati.

### Effetti speciali

#### Grafica computerizzata
Mike Milne e Framestore, una squadra composta da quindici designer, iniziarono a lavorare sull'animazione dei dinosauri mentre Haines e Jasper James stavano girando le riprese per la serie. La produzione di diverse ore di animazione fotorealistica ad alta qualità non era mai stata realizzata prima, nemmeno per i lungometraggi cinematografici.
Il processo di creazione dei modelli computerizzati iniziò con la realizzazione di maquette in argilla, modelli fisici in scala ridotta altamente dettagliati. Durante la loro produzione furono consultati numerosi paleontologi. Oltre a David Martill, i consulenti scientifici di Nel mondo dei dinosauri includevano, tra gli altri, Kent Stevens, Thomas R. Holtz, David Norman, David Unwin, Ken Carpenter, Jo Wright e Michael J. Benton. Alcuni dettagli cambiarono durante la produzione: ad esempio, i colli dei sauropodi erano inizialmente rappresentati completamente eretti, ma furono successivamente modificati su consiglio di Kent Stevens, esperto in biomeccanica del collo dei sauropodi.
Nel settembre 1998, Milne presentò i primi rendering dell'episodio pilota e della serie durante il 46° Simposio sulla Paleontologia dei Vertebrati e sull'Anatomia Comparata (SVPCA), tenutosi presso l'Università di Bournemouth, raccogliendo feedback dai paleontologi presenti.
Una volta completate le maquette, Framestore le scansionò utilizzando un laser ad alta risoluzione e software sviluppati appositamente in collaborazione con Soho-CyberScan. I modelli furono poi importati nel software Softimage 3D, dove vennero digitalmente manipolati e animati. Le animazioni vennero realizzate a mano, un fotogramma alla volta – un processo estremamente dispendioso in termini di tempo – poiché risultò evidente che metodi alternativi producevano risultati meno convincenti. Non essendoci registrazioni del movimento di dinosauri non-aviani, gli animatori si basarono su riprese di animali viventi, come gli elefanti, e sulle indicazioni dei paleontologi, che fornirono dati sulla dinamica muscolare, sui tendini e sulle articolazioni dei dinosauri. In molti casi, animali mai animati prima con tale rigore scientifico vennero rappresentati con movimenti plausibili, come nel caso della locomozione degli pterosauri sul terreno.
Le texture dei modelli furono sviluppate sulla base di ipotesi scientifiche, considerando fattori come comportamento, dieta e dimensioni (poiché, in genere, gli animali più grandi tendono ad avere colorazioni più sobrie). L'artista digitale Daren Horley fu responsabile della creazione delle trame e dei motivi della pelle degli animali. Durante la produzione, Horley consultò anche esemplari fossili reali contenenti impronte della pelle dei dinosauri. Tuttavia, notò che spesso era necessario un compromesso tra la precisione scientifica e ciò che risultava visivamente efficace: ad esempio, alcune squame erano troppo piccole per risultare visibili su uno schermo televisivo.
Le sequenze in CGI furono renderizzate da Framestore utilizzando otto box NT a doppio processore, a volte affiancati dalle workstation SGI (con processori R10K) in dotazione agli animatori. Gli effetti visivi per il primo episodio richiesero circa un anno per essere completati, ma i tempi si ridussero sensibilmente con l'ottimizzazione del flusso di lavoro: i restanti cinque episodi furono completati in soli sei mesi. Inizialmente, Framestore produsse 24 modelli di animali, ma con il progredire della produzione, il numero totale salì a 40 specie differenti.
Il compositing – cioè l'integrazione delle animazioni GCI con i filmati live action – fu realizzato utilizzando cinque sistemi Quantel Henry e cinque Discreet Logic Inferno.

#### Animatroni

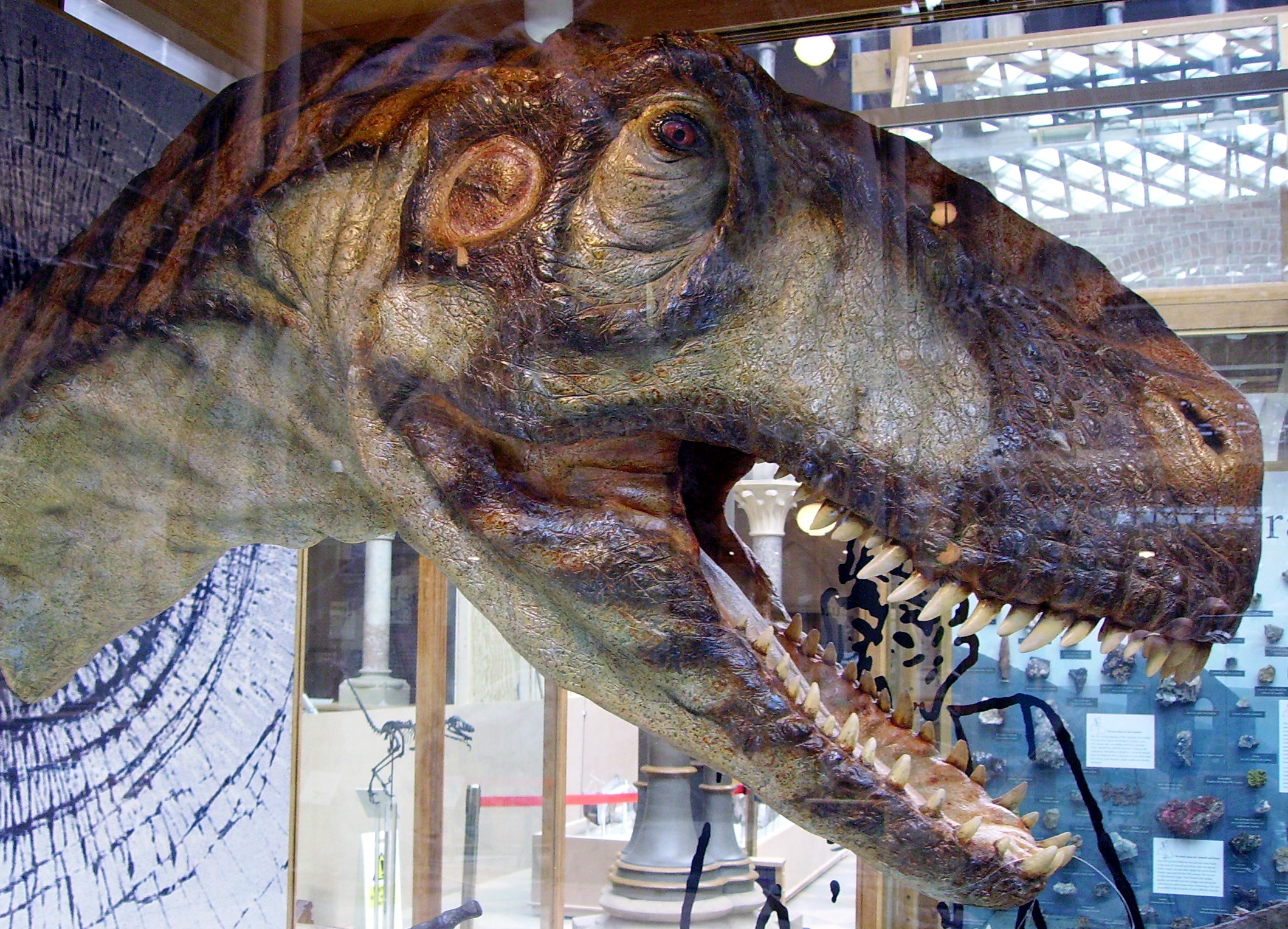
Animatrone della testa di Eustreptospondylus, utilizzata in Mare crudele

Sebbene la maggior parte delle riprese degli animali in Nel mondo dei dinosauri siano realizzate in CGI, la serie fece anche ampio uso di animatroni e marionette. Haines spiegò nel materiale dietro le quinte che, nonostante i progressi della computer grafica, gli animatroni continuano a svolgere un ruolo fondamentale, soprattutto nelle riprese ravvicinate: "Il computer può ingannare l'occhio facendo correre un dinosauro in una pozzanghera e sollevando schizzi, ma se vuoi un primo piano in cui immerge il naso nell'acqua e lo muove avanti e indietro, un muso generato al computer non sembrerebbe realistico."
Gli animatroni e le marionette di Nel mondo dei dinosauri furono realizzati dalla società di effetti speciali Crawley Creatures. Per la serie furono prodotti oltre 80 modelli animatronici, principalmente utilizzati per primi piani delle teste o di altre parti del corpo. In alcuni casi vennero costruite anche versioni a corpo intero, soprattutto per rappresentare carcasse, ma anche per alcuni animali, come Ophthalmosaurus. La sfida principale per gli artisti della Crawley Creatures fu lavorare contro il tempo: avevano solo sei settimane tra una sessione di riprese sul campo e l'altra per assemblare gli animatroni e le marionette per l'episodio successivo. L'animale più difficile da realizzare fu il grande pterosauro Ornithocheirus, che doveva essere manovrabile in diverse posizioni e al contempo estremamente leggero per facilitarne il trasporto.
Dopo le riprese, molti dei modelli utilizzati nella serie – tra cui quelli di Ophthalmosaurus, Ornithocheirus e Koolasuchus – furono donati a David Martill, che li utilizzò successivamente per scopi didattici presso l'Università di Portsmouth. Il modello di Ophthalmosaurus, danneggiato dopo essere stato trascinato in acqua durante le riprese, fu restaurato e ridipinto ed è oggi esposto al pubblico; i modelli di Ornithocheirus e Koolasuchus furono invece venduti. Numerosi altri modelli furono infine trasferiti al Museo di Storia Naturale dell'Università di Oxford, grazie a una collaborazione tra Crawley Creatures e il museo.

## Episodi

### Sangue Nuovo
- 220 milioni di anni fa - Triassico Superiore - (Arizona)[23]
- Set delle riprese: Nuova Caledonia

Il primo episodio della serie esplora la vita dei primi dinosauri, che durante il Triassico iniziano a colonizzare la Pangea. Nei pressi di un fiume, una femmina di Coelophysis segue un branco di dicinodonti, identificati come Placerias, in cerca di individui deboli da predare. Nella stessa valle, un maschio di Thrinaxodon, un cinodonte, vive in una tana insieme alla sua famiglia.
All'improvviso, una femmina di Postosuchus, un rauisuchiano e uno dei più grandi predatori terrestri del Triassico, attacca la mandria di Placerias, riuscendo a ferire un individuo. Il branco si disperde, lasciando la preda ferita al Postosuchus. Intanto, uno dei primi pterosauri, Peteinosaurus, viene mostrato mentre si nutre di libellule e cerca di abbassare la propria temperatura corporea approfittando della poca acqua rimasta durante la siccità.
La femmina di Coelophysis, ancora affamata, scopre la tana dei Thrinaxodon e tenta di predare. Sebbene venga scacciata, riesce a divorare uno dei cuccioli. Dopo aver perso tutta la loro prole a causa della siccità, la coppia di Thrinaxodon consuma i corpi dei propri piccoli e abbandona la tana, che al mattino viene assediata da un gruppo di Coelophysis.
Nel frattempo, la femmina di Postosuchus risulta ferita a una gamba da un Placerias. Poco dopo, viene scacciata dal suo territorio da un maschio rivale. Debilitata, malata e priva di un rifugio, muore e il suo corpo viene divorato da un branco di Coelophysis.
Con il perdurare della stagione secca, il cibo scarseggia sempre più. La mandria di Placerias migra alla ricerca di territori più fertili, mentre i Coelophysis iniziano a praticare il cannibalismo, predando i propri piccoli, che a loro volta diventano preda dei Thrinaxodon durante la notte.
Infine, con l'arrivo della stagione delle piogge, la situazione migliora: il gruppo di Coelophysis sopravvive e i Thrinaxodon tornano alla loro tana, dando alla luce una nuova prole. L'episodio si conclude con l'arrivo di una mandria migrante di Plateosaurus, che anticipa il futuro predominio dei sauropodi dopo l'estinzione di massa tra Triassico e Giurassico.
Animali presenti:
Coelophysis · Thrinaxodon (identificato come cinodonte) · Placerias · Postosuchus · Peteinosaurus · Plateosaurus · Dipnoi · Libellula

### Il Tempo dei Titani
- 152 milioni di anni fa - Giurassico Superiore - (Colorado)[24]
- Set delle riprese: California State Parks, Cile, Tasmania, Nuova Zelanda

Il secondo episodio della serie è ambientato nelle immense pianure del Giurassico superiore e racconta  la vita dei giganteschi sauropodi. La storia segue una femmina di Diplodocus, dalla deposizione delle uova ai margini di una foresta di conifere fino all'età adulta.
Dopo alcuni mesi, le uova si schiudono e i piccoli Diplodocus si nascondono tra le felci per sfuggire ai predatori. Tuttavia, molti vengono catturati da Ornitholestes. Crescendo nel folto della foresta, i giovani devono affrontare diversi pericoli, inclusi attacchi sia da parte degli Ornitholestes sia dei temibili Allosaurus. In una scena drammatica, mentre si abbeverano in un fiume insieme a un grande ma pacifico Stegosaurus, i piccoli Diplodocus vengono sorpresi da una coppia di Allosaurus. Durante la fuga, lo Stegosaurus oscilla la coda per difendersi e uccide involontariamente uno dei cuccioli.
Intanto, nelle praterie, il branco di Diplodocus adulti utilizza la propria mole per abbattere alberi e accedere al fogliame delle cicadacee. Ogni Diplodocus rappresenta un piccolo ecosistema ambulante: i loro enormi corpi ospitano zigotteri e scarabei stercorari, che a loro volta attirano i piccoli pterosauri Anurognathus, intenti a nutrirsi.
Con il passare del tempo, i giovani Diplodocus diventano abbastanza grandi da lasciare la foresta e avventurarsi nelle praterie, dove incontrano altri giganti come il maestoso Brachiosaurus. Alla fine, si uniscono al branco degli adulti.
Anni dopo, la femmina protagonista viene attaccata da un Allosaurus, ma viene salvata da un altro Diplodocus che colpisce il predatore con un violento colpo di coda. Ferita ma viva, riesce a ricongiungersi al branco, trova un compagno e si accoppia. La narrazione si conclude affermando che i sauropodi continueranno a crescere in dimensioni, diventando gli animali terrestri più grandi mai esistiti.
Animali presenti:
Diplodocus · Allosaurus · Ornitholestes · Stegosaurus · Brachiosaurus · Anurognathus · Dryosaurus (non identificato) · Othnielia (non identificato) · Zigotteri · Scarabeo stercorario

### Mare Crudele
- 149 milioni di anni fa - Giurassico Superiore - (Oxfordshire)[25]
- Set delle riprese: Bahamas, Nuova Caledonia

Il terzo episodio è ambientato in un antico mare tropicale, ricco di vita e dominato da una straordinaria varietà di rettili marini. La puntata si apre con un Eustreptospondylus che, avventuratosi troppo vicino all'acqua, viene azzannato e trascinato in mare da un gigantesco Liopleurodon, un predatore all'apice della catena alimentare.
Nel frattempo, centinaia di Ophthalmosaurus migrano verso le calme acque costiere per partorire, accompagnati da Cryptoclidus, altri rettili marini. Tuttavia, il pericolo è in agguato: squali Hybodus e il Liopleurodon stesso pattugliano le acque alla ricerca di prede. Quando una femmina di Ophthalmosaurus ha difficoltà a partorire, viene inseguita da un paio di Hybodus, ma i predatori sono a loro volta scacciati dall'imponente Liopleurodon, che attacca e divora brutalmente l'anteriore del corpo dell'ittiosauro.
Sulla terraferma, un Eustreptospondylus attraversa a nuoto le isole alla ricerca di cibo e si nutre della carcassa di una tartaruga marina. Di notte, un gruppo di limuli si raduna sulla spiaggia per deporre le uova, evento che al mattino attira una moltitudine di Rhamphorhynchus. Alcuni di questi pterosauri, però, finiscono predati da un Eustreptospondylus affamato.
Nel mare, i giovani Ophthalmosaurus crescono rapidamente, ma continuano a essere minacciati dagli Hybodus, che a loro volta devono stare attenti al Liopleurodon. Quando un maschio di Liopleurodon incontra una femmina in caccia nello stesso territorio, si scatena uno scontro: il maschio le morde una pinna, costringendola alla ritirata, seguita da un gruppo di Hybodus attratti dall'odore del sangue.
Successivamente, un potente ciclone colpisce la zona, devastando le isole e provocando la morte di molti animali, tra cui numerosi Rhamphorhynchus e lo stesso maschio di Liopleurodon. Spiaggiato, il colossale rettile muore in breve tempo, incapace di sostenere il proprio peso fuori dall'acqua, e la sua carcassa viene divorata da un gruppo di Eustreptospondylus.
Alla fine dell'episodio, i giovani Ophthalmosaurus sopravvissuti alla tempesta sono ormai abbastanza grandi da lasciare la costa e affrontare la vita in mare aperto.
Animali presenti:
Ophthalmosaurus · Liopleurodon · Eustreptospondylus · Cryptoclidus · Rhamphorhynchus · Hybodus (squalo) · Perisphinctes (ammonite) · Leptolepis (pesce) · Limulo · Calamaro · Tartaruga marina · Medusa · Corallo

### Il Gigante dei Cieli

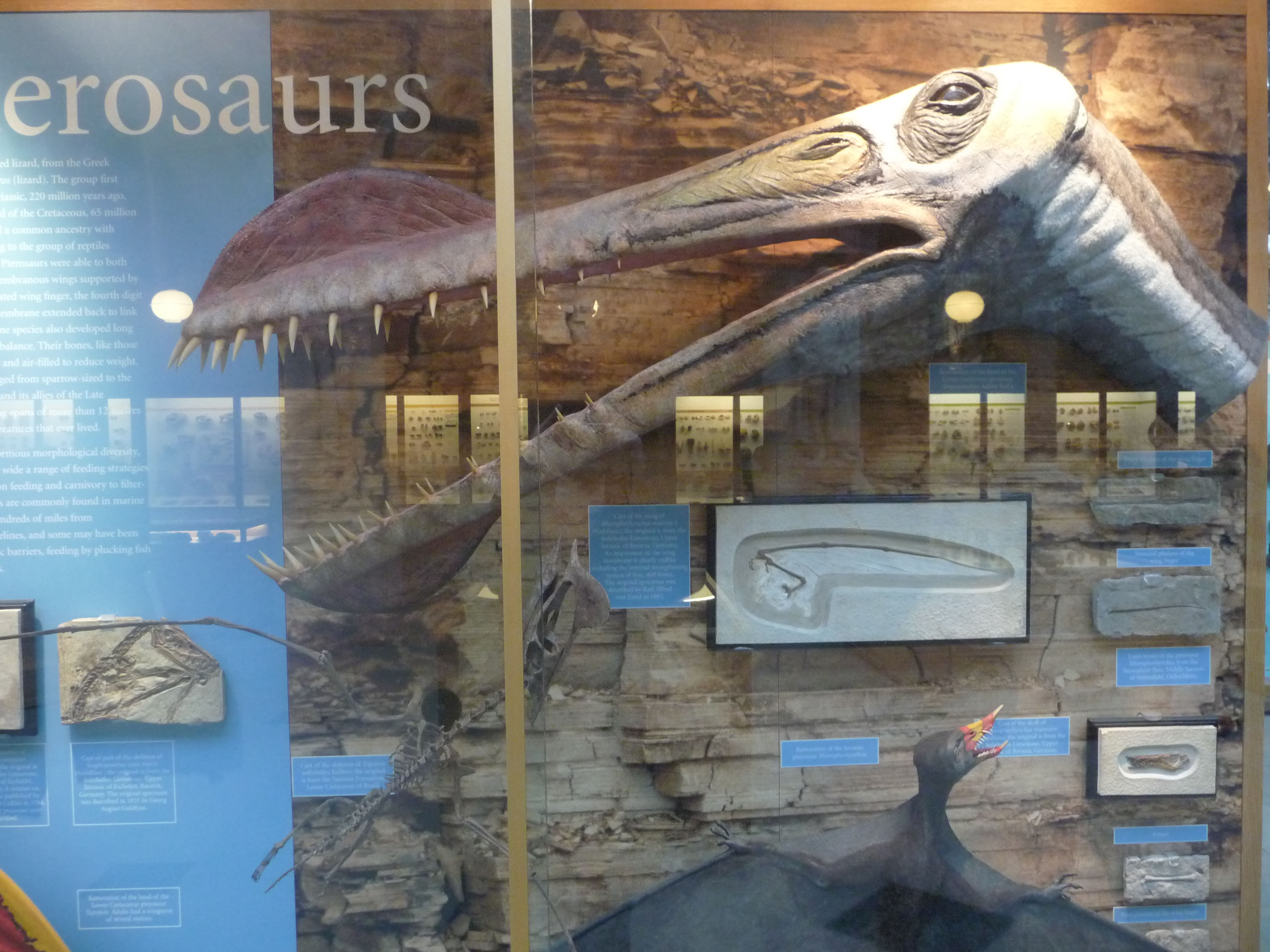
Modello della testa di Tropeognathus utilizzato nel documentario, ora esposta al Museo di Storia Naturale dell'Università di Oxford

- 127 milioni di anni fa - Cretaceo Inferiore - (Brasile, Nord America, Europa e Cantabria)[26]
- Set delle riprese: Nuova Zelanda, Tasmania

Il quarto episodio racconta l'epica migrazione di un anziano Tropeognathus (identificato come Ornithocheirus) durante la stagione degli accoppiamenti. La narrazione si apre con la sua morte su una spiaggia della Cantabria, per poi tornare indietro di sei mesi, quando lo stesso maschio riposa su una scogliera tra una colonia di Tupandactylus (chiamati nella serie Tapejara) in Brasile.
Spinto dall'istinto riproduttivo, il Tropeognathus intraprende un lungo viaggio che lo porterà fino all'Europa. Durante il volo sorvola una mandria in migrazione di Dakotadon e un Polacanthus. Quando attraversa l'odierno Nord America meridionale, viene sorpreso da una tempesta e costretto a rifugiarsi. In quel momento, la sua cresta sul becco inizia a colorarsi, segnale dell'imminente stagione riproduttiva.
Ripreso il viaggio, il grande pterosauro affronta l'Atlantico, che all'epoca era largo circa 300 chilometri. Dopo una lunga giornata di volo ininterrotto, raggiunge una delle prime isole europee. Intanto, sulla terraferma assistiamo a una scena di caccia: un branco di Utahraptor attacca un Iguanodon.
Proseguendo il viaggio, il Tropeognathus tocca terra ai margini di una foresta, dove ruba un pesce a un altro pterosauro crestato (non identificato), ma viene cacciato da alcuni Iberomesornis (identificati come uccelli primitivi) intenti a difendere i loro nidi.
Finalmente raggiunge la Cantabria, meta della sua migrazione. Tuttavia, la sua età avanzata, la stanchezza e i ritardi accumulati lo penalizzano: tutte le femmine hanno già scelto un compagno. Dopo giorni trascorsi sotto il sole nel tentativo di attirare una partner, il vecchio Tropeognathus cede alla stanchezza e muore, senza riuscire a riprodursi. La sua carcassa diventa nutrimento per la nuova generazione di Tropeognathus.
Animali presenti:
Tropeognathus (identificato come Ornithocheirus) · Utahraptor · Dakotadon · Iguanodon · Polacanthus · Tupandactylus (identificato come Tapejara) · Iberomesornis (identificato come uccello) · Plesiopleurodon (non identificato) · Pterosauro crestato (non identificato) · Saurophthirus (parassita) · Pesce

### Gli Spiriti delle Foreste Glaciali
- 106 milioni di anni fa - Cretaceo Inferiore - (Antartide/Australia)[27]
- Set delle riprese: Nuova Zelanda

Il quinto episodio è ambientato nell'Antartide del Cretaceo Inferiore, a poche centinaia di chilometri dal Polo Sud, quando la regione, sebbene molto più calda di oggi, era soggetta a lunghi periodi di buio invernale. Con l'arrivo della primavera, un branco di Leaellynasaura si risveglia dal letargo, dopo mesi di completa oscurità. Iniziano a nutrirsi delle prime piante che spuntano dal sottobosco e costruiscono nidi per deporre le uova. Anche un maschio di Koolasuchus, un gigantesco anfibio, emerge dal letargo e si dirige verso un fiume, dove trascorrerà l'estate.
Nel frattempo, dai territori dell'attuale Australia giungono i branchi migratori di Muttaburrasaurus, anch'essi alla ricerca di cibo e siti adatti alla nidificazione. Con l'avanzare dell'estate, si scopre che molte delle uova dei Leaellynasaura sono state divorate dai piccoli mammiferi Steropodon. Tuttavia, le uova della matriarca del branco si schiudono con successo.
Un altro predatore proveniente dall'Australia si aggira nella foresta: un grande allosauro adattato al clima freddo (rappresentato nella serie come "allosauro polare"), che si nutre sia di Leaellynasaura che di Muttaburrasaurus. Quando arriva l'autunno, i Muttaburrasaurus riprendono la loro migrazione verso l'Australia, mentre il Koolasuchus lascia il fiume e si dirige verso una piccola palude nel bosco per ibernarsi.
Durante la migrazione, alcuni Muttaburrasaurus si smarriscono nella foresta. Le loro forti vocalizzazioni nel tentativo di ritrovare la mandria impediscono alle sentinelle Leaellynasaura di avvertire il branco dell'arrivo dell'Australovenator (identificato come allosauro polare), che riesce a sorprendere e uccidere la matriarca.
Con l'arrivo dell'inverno, la foresta piomba nuovamente nell'oscurità, ma i Leaellynasaura, dotati di grandi occhi adattati alla visione notturna, riescono a sopravvivere e a trovare cibo sufficiente. Alla fine dell'episodio, il branco elegge una nuova coppia dominante. La narrazione si conclude con un'osservazione sulla deriva dei continenti: l'ambiente antartico sarà presto spinto sempre più vicino al Polo Sud, renfdendo invivibile questo ecosistema unico e segnando la sua fine definitiva.
Animali presenti:
Leaellynasaura · Koolasuchus · Muttaburrasaurus · Allosauro polare (Australovenator) · Steropodon (mammifero) · Pterosauro (non identificato) · Tuatara · Weta

### Morte di una Dinastia

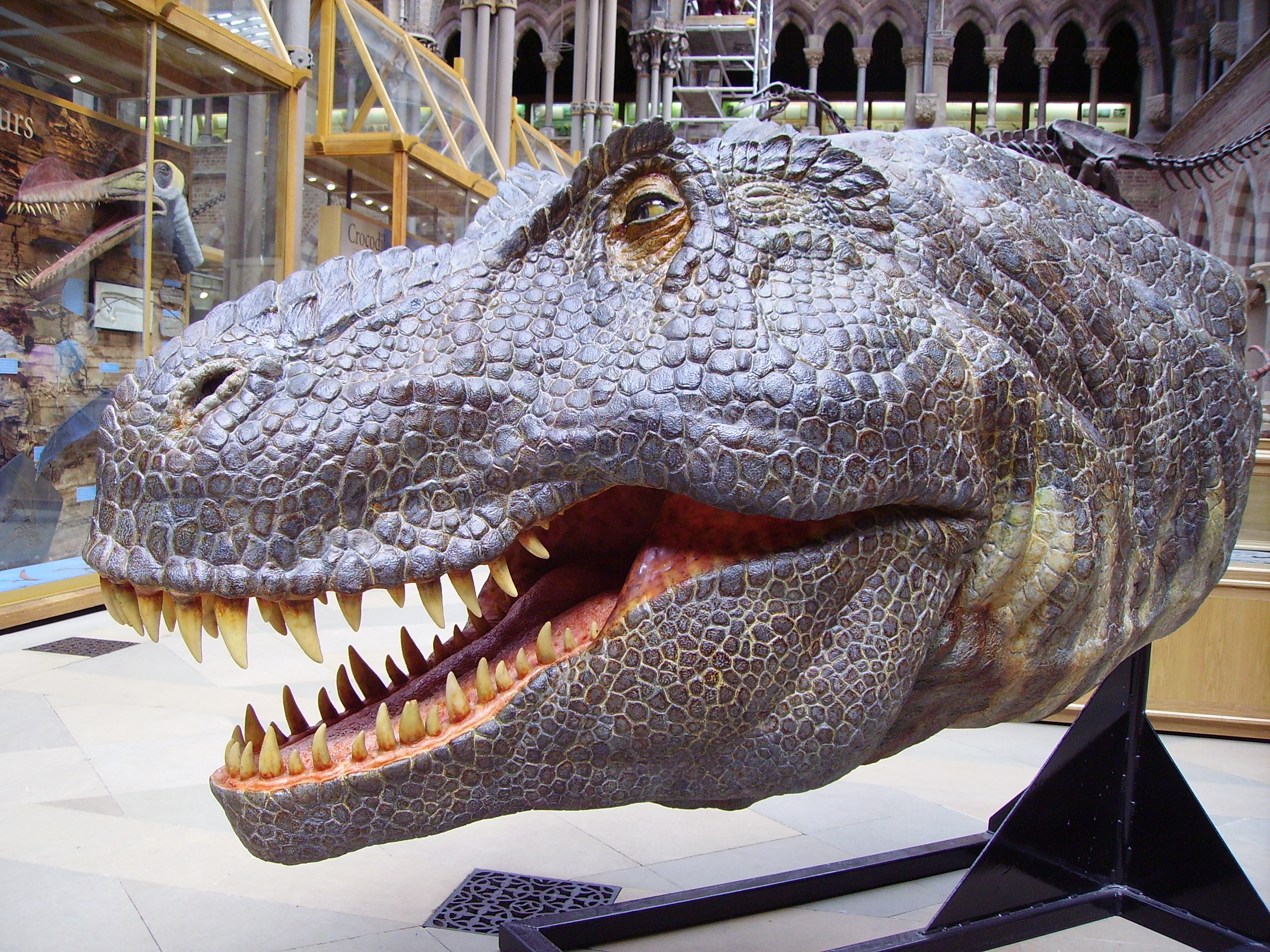
Modello della testa di Tyrannosaurus utilizzato nel documentario, ora esposta al Museo di Storia Naturale dell'Università di Oxford

- 65,5 milioni di anni fa - Cretaceo Superiore - (Montana)[28]
- Set delle riprese: Cile, Nuova Zelanda

L'episodio conclusivo della serie si svolge negli ultimi mesi del Cretaceo, poco prima della grande estinzione di massa che segnerà la fine dei dinosauri. In un mondo già fortemente compromesso dall'intenso vulcanismo e da gravi cambiamenti climatici, la fauna sopravvive in condizioni di crescente stress ambientale.
Una femmina di Tyrannosaurus è costretta ad abbandonare il proprio nido: le si sono rivelate sterili a causa dell'esposizione ai gas vulcanici tossici. Vangando in cerca di un nuovo territorio, incontra un maschio che tenta di corteggiarla offrendole la carcassa di un giovane Triceratops. I due si accoppiano, e tre giorni dopo la femmina allontana il compagno per deporre le nuove uova.
Durante la cova, la femmina difende con determinazione il nido da predatori come Dromaeosaurus e Didelphodon, preferendo digiunare piuttosto che allontanarsi. Nel frattempo, i branchi di Edmontosaurus si spostano attraverso un paesaggio segnato dalla cenere vulcanica, mentre i Torosaurus competono per il diritto ad accoppiarsi. Uno dei loro cuccioli, però, viene sbranato dai Dromaeosaurus.
Alla schiusa, solo tre uova di Tyrannosaurus sopravvivono. La madre riesce finalmente a cacciare e uccide un Edmontosaurus, nutrendo se stessa e i suoi piccoli. Tuttavia, pochi giorni dopo, nel tentativo di difendere i suoi cuccioli da un Ankylosaurus, viene colpita violentemente alla gamba dalla coda corazzata del sauro. La frattura al femore le risulta fatale, e la femmina muore poche ore dopo, lasciando i cuccioli soli e disperati accanto al suo corpo.
Ma il vero cataclisma è ancora in arrivo. Il mattino successivo, una cometa colpisce la Terra: l'impatto scatena un'apocalisse globale. Tutti i dinosauri non aviani e gran parte della vita terrestre vengono annientati, segnando la fine del Mesozoico nella più nota estinzione di massa della storia del pianeta.
Nelle sequenze finali, la narrazione si sposta nelle moderne savane africane, dominate dai mammiferi: discendenti di piccoli animali come il Didelphodon, che sopravvissero all'estinzione e diedero origine a una straordinaria varietà di forme. Tuttavia, il documentario si conclude ricordandoci che i dinosauri non sono del tutto scomparsi. Alcuni di essi sopravvivono ancora oggi, tra noi: sono gli uccelli.
Animali presenti
Tyrannosaurus · Edmontosaurus (identificato nella serie come Anatotitan) · Ankylosaurus · Deinosuchus (identificato come coccodrillo) · Didelphodon · Dinilysia (serpente) · Dromaeosaurus · Quetzalcoatlus · Torosaurus · Triceratops (carcassa) · Thescelosaurus (non identificato)

## Musica
La colonna sonora di Nel mondo dei dinosauri fu composta da Ben Bartlett, allora già collaboratore della BBC, noto per aver creato alcuni temi per BBC Radio 3. L'incarico gli fu proposto da Tim Haines e Jasper James, che lo incoraggiarono ad accettare il progetto. Bartlett compose diversi leitmotiv, ciascuno con uno stile distinto, ispirato ai temi e alle atmosfere di ogni singolo episodio. In merito alla sua ispirazione, Bartlett dichiarò: «Ho provato a creare un mondo sonoro diverso per ogni episodio di Nel mondo dei dinosauri. È stato facile, dato che ciascuno aveva stati d'animo differenti. Il primo episodio parlava di caldo e sete di sangue, deserti aridi e così via, mentre il secondo era pastorale, pacifico e bellissimo, incentrato sui dinosauri che vivevano in simbiosi con le foreste». Il processo creativo iniziava con la visione degli episodi, ancora privi di colonna sonora, insieme ai registi. Dopo un confronto sulle sensazioni da evocare, Bartlett passava alla scrittura delle musiche e ne produceva una demo da sottoporre all'approvazione. Tuttavia, il processo fu a volte complicato dal ritardo nella produzione delle animazioni in CGI, che rendeva difficile completare alcune scene in tempo per le registrazioni.
Le musiche furono registrate presso gli Angel Recording Studios di Islington in quattro sessioni distribuite nei primi mesi del 1999, con la partecipazione della BBC Concert Orchestra. Bartlett ha raccontato che l'esperienza fu per lui altamente formativa: «È stata la più grande impresa orchestrale che abbia mai intrapreso e ho imparato moltissimo già dalla prima sessione. Cose pratiche, come distribuire le parti ai musicisti prima della sessione, numerare le pagine... piccole cose logistiche che possono davvero rovinare una sessione». La qualità della colonna sonora colpì immediatamente la BBC, che commissionò anche una versione su CD.

### Colonna sonora
La colonna sonora originale di Ben Bartlett per Nel mondo dei dinosauri fu pubblicata dalla su CD da BBC Music l'11 aprile 2000.
Tracce:
1. Walking with Dinosaurs – 1:14
2. The Ankylosaurus – 0:54
3. Death of the Postosuchus – 2:28
4. Survival of the Cynodonts – 1:16
5. Torosaurus Lock Horns – 2:58
6. Giant of the Skies – 3:50
7. Flight of the Ornithocheirus – 2:24
8. Deadly Nightscape – 1:52
9. Time of the Titans – 3:38
10. Escape of the Podlets – 0:46
11. Jurassic Forest – 0:52
12. Canyon of Terror – 2:15
13. Islands of Green – 3:58
14. Cruel Sea – 6:07
15. Spirits of the Ice Forest – 1:45
16. Antarctic Spring – 3:19
17. Sleeping Laellynasaura – 0:57
18. Secret Flight – 1:47
19. Departure Of The Muttaburrasaurs – 1:06
20. Tyrannosaurus – 2:56
21. Triassic Water – 1:27
22. End Credits – 0:53

Durata totale: 48:42

## Critica
Nel mondo dei dinosauri è stato accolto con grande entusiasmo dalla critica fin dalla sua prima trasmissione. La serie ha ottenuto numerosi riconoscimenti prestigiosi, tra cui due BAFTA Awards per l'Innovazione e la Miglior Musica Originale per la Televisione, oltre a sei Primetime Emmy Awards, tra cui quelli per l'Outstanding Animated Program, gli Outstanding Special Visual Effects e l'Outstanding Achievement in Non-Fiction Programming – Sound Editing. Nel 1999, il British Film Institute incluse Walking with Dinosaurs nella lista dei 100 più grandi programmi televisivi britannici, redatta tramite votazione da parte di professionisti del settore, assegnandogli il 72º posto.
La piattaforma Common Sense Media ha elogiato la serie, assegnandole il massimo punteggio di cinque stelle su cinque, con il seguente commento: «Qualcuno ha avuto una grande idea: creare una serie di documentari sui dinosauri, ma con un tocco speciale. Il volo finale di un vecchio Tropeognathus nel disperato tentativo di accoppiarsi, i piccoli sauropodi che lottano per sopravvivere nel tardo Giurassico, le mandrie in migrazione e la vita sottomarina di 150 milioni di anni fa... sembravano tutti reali quanto un normale documentario sugli orsi polari o le scimmie delle nevi». Il formato innovativo della serie – che raccontava la vita preistorica con lo stile visivo e narrativo dei documentari naturalistici contemporanei – è stato ampiamente lodato per il suo impatto educativo e immersivo. Questa tecnica è stata successivamente ripresa in altre produzioni, come nel documentario della BBC Planet Dinosaur (2011), che ha proseguito idealmente il percorso tracciato da Nel mondo dei dinosauri.

## Altri media

### Libro
Nel 1999, in concomitanza con la prima trasmissione della serie, è stato pubblicato un libro ufficiale scritto da Tim Haines, ideatore della serie, pensato per accompagnare e approfondire i contenuti di Nel mondo dei dinosauri. Il volume presenta una versione espansa delle storie raccontate negli episodi e fornisce un'analisi dettagliata sulle basi scientifiche su cui la serie si fonda. Alcune ambientazioni e titoli degli episodi sono stati modificati rispetto alla versione televisiva. Ad esempio, il primo episodio è ambientato a Ghost Ranch, mentre il terzo si svolge nei pressi di Solnhofen, in Germania, nei pressi delle antiche isole Vindeliciane. Il libro include anche schede descrittive su numerosi animali non identificati esplicitamente nella serie, offrendo così un valore aggiunto per appassionati e lettori curiosi.

### Show in Live-Action

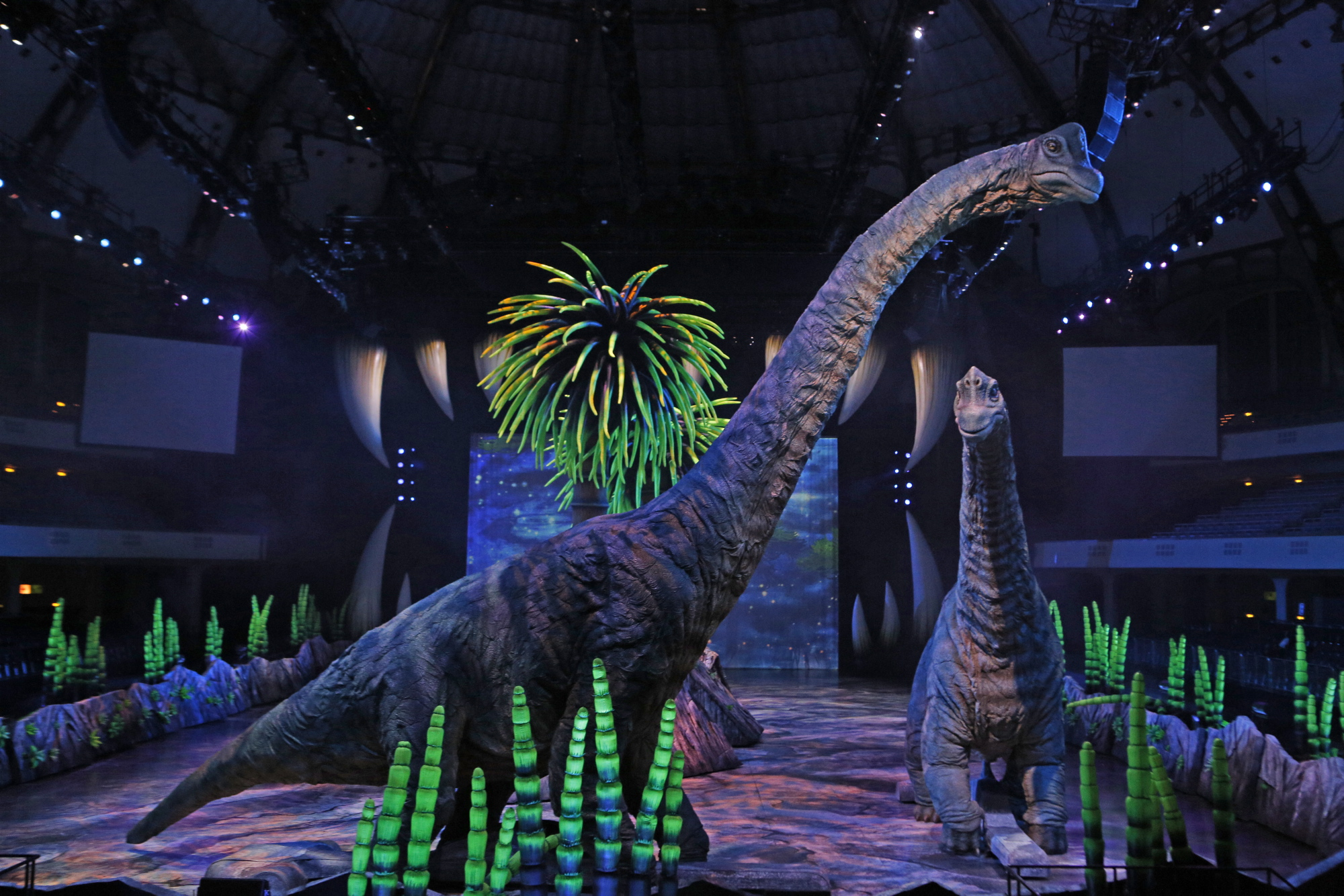
I Brachiosaurus animatrone al Walking with Dinosaurs: The Arena Spectacular

Walking with Dinosaurs: The Arena Spectacular è uno spettacolo teatrale dal vivo ispirato alla serie, sviluppato come mostra itinerante. Lo show ha debuttato in Australia nel gennaio 2007 con il titolo Walking with Dinosaurs: The Live Experience, per poi toccare il Nord America (2007-2010, poi di nuovo fino al 2011), l'Europa (2010), l'Asia (fine 2010) e infine la Nuova Zelanda (2011). Nel 2012, lo spettacolo ha proseguito il tour nel Regno Unito, in Germania, Irlanda, Norvegia, Svezia, Danimarca, Finlandia e nei Paesi Bassi. In Italia ha fatto tappa nel 2010, con spettacoli a Milano e Torino. Lo spettacolo racconta l'ascesa e la caduta dei dinosauri attraverso l'utilizzo di spettacolari modelli animatronici e costumi realistici, con l'integrazione di effetti speciali e narrazione dal vivo.
Specie rappresentate (con * per i costumi animati)
- Liliensternus (*)
- Plateosaurus (1 adulto, 3 cuccioli, 2 neonati)
- Stegosaurus
- Allosaurus
- Brachiosaurus (1 adulto, 1 cucciolo)
- Utahraptor (*)
- Torosaurus
- Ankylosaurus
- Tyrannosaurus (1 adulto, 1 cucciolo *)

### A spasso con i dinosauri
Nel 2013 è uscito nei cinema A spasso con i dinosauri (Walking with Dinosaurs), un lungometraggio ambientato nel Cretaceo superiore, circa 70 milioni di anni fa. Il film presenta dinosauri in CGI integrati in scenari live-action, con doppiaggio dei personaggi affidato a John Leguizamo, Justin Long, Tiya Sircar e Skyler Stone.
Diretto da Neil Nightingale e Barry Cook, su sceneggiatura di John Collee, il film è stato prodotto dalla BBC Earth e dalla Evergreen Films. Con un budget di circa 80 milioni di dollari, è stata una delle più grandi produzioni indipendenti dell'epoca, finanziata da Reliance Entertainment e IM Global, e distribuita da 20th Century Fox. Le riprese si sono svolte principalmente in Alaska e Nuova Zelanda, scelte per la loro somiglianza con gli ambienti preistorici. La società Animal Logic ha curato la creazione e l'integrazione dei modelli animati. Inizialmente concepito con una narrazione esterna, simile a quella della serie originale, il film ha subito modifiche su richiesta della Fox, che ha voluto introdurre dialoghi fuori campo tra i personaggi per renderlo più accessibile a un pubblico giovane.
Walking with Dinosaurs – The Movie ha debuttato il 14 dicembre 2013 al Dubai International Film Festival, ed è stato distribuito nei cinema il 20 dicembre in formato 2D e 3D. Sebbene la critica abbia lodato gli effetti visivi, il film è stato criticato per il tono infantile e per i dialoghi poco convincenti. Ha incassato circa 106 milioni di dollari a livello mondiale (34,4 milioni negli Stati Uniti e 71,6 milioni nel resto del mondo), ma le sue prestazioni al botteghino sono state considerate deludenti rispetto al budget e alle spese di marketing. Il The Hollywood Reporter ha definito i risultati «insufficienti alla luce dell'investimento sostenuto».

## I Giganti della Preistoria
Nel 2002 venne prodotta una miniserie sequel composta da due episodi speciali: Alla Ricerca dell'Artiglio Gigante (The Giant Claw) e Il Gigante dei Giganti (Land of Giants). In Italia, la serie fu trasmessa su Rete 4 e distribuita in VHS con il titolo I Giganti della Preistoria, invertendo però l'ordine originale degli episodi. Questa miniserie introduce un nuovo approccio narrativo: lo zoologo e presentatore Nigel Marven viaggia indietro nel tempo in un'immaginaria spedizione scientifica per incontrare alcune delle specie più grandi e sorprendenti mai esistite. Questo formato ibrido tra documentario e avventura sarà ripreso anche in future produzioni BBC.

### Alla Ricerca dell'Artiglio Gigante
75 milioni di anni fa - Cretaceo superiore - Mongolia
- Set delle riprese: Isola di Fraser

In questo episodio, Nigel Marven viaggia nella Mongolia del tardo Cretaceo per scoprire l'identità del misterioso Therizinosaurus, inizialmente sospettato di essere un feroce predatore. Con sorpresa, si rivela invece un gigantesco erbivoro, con lunghi artigli usati probabilmente per difesa o per strappare vegetazione. Durante la sua esplorazione, Nigel incontra anche:
- Un branco di Protoceratops
- Un gruppo di Saurolophus
- Il piccolo Mononykus
- I predatori Velociraptor
- Il gigantesco Tarbosaurus
- E un grande pterosauro del genere Azhdarcho (non identificato esplicitamente)

### Il Gigante dei Giganti
90 milioni di anni fa - Cretaceo superiore - Argentina
- Set delle riprese: Tenerife

Nel secondo episodio, Marven si ritrova nell'Argentina del Cretaceo per incontrare il leggendario Giganotosaurus, uno dei più grandi dinosauri carnivori conosciuti. Oltre a lui, osserva un'imponente mandria di Argentinosaurus, i più grandi dinosauri terrestri mai esistiti. L'episodio include una drammatica sequenza in cui un branco di Giganotosaurus attacca e uccide un giovane Argentinosaurus, dimostrando il comportamento cooperativo di caccia di questi predatori. Altri animali presenti nell'episodio:
- Macrogryphosaurus (identificato come un iguanodonte)
- Pteranodon
- Il gigantesco coccodrillo preistorico Sarcosuchus
- Un Ornithocheirus in volo

## Accuratezza scientifica
Michael J. Benton, uno dei consulenti paleontologici per la realizzazione della serie e professore di paleontologia dei vertebrati presso l'Università di Bristol, ha osservato che un gruppo di critici ha allegramente sottolineato che gli uccelli e i coccodrilli, i parenti viventi più vicini dei dinosauri, non urinano, bensì versano i prodotti chimici usati come più solidi in acido urico. Infatti, nel primo episodio di Nel mondo dei dinosauri, il Postosuchus urina abbondantemente. Tuttavia, Benton ha contestato che nessuno può dimostrare che questo sia un vero e proprio errore: l'abbondante urinazione è osservabile nei primitivi tetrapodi (come pesci, anfibi, tartarughe e mammiferi), e forse anche gli arcosauri basali lo facevano. In seguito molti altri presunti "errori" individuati nelle prime settimane sono svanite, in quanto i critici avevano trovato punti sui quali non erano d'accordo, ma che non potevano dimostrare.
L'Ornitholestes, il piccolo teropode che appare nel secondo episodio, è raffigurato con una piccola cresta nasale sul muso. Tuttavia, studi successivi hanno concluso che molto probabilmente questa cresta non era presente, e che la teoria di una cresta ossea sul muso era data dalle ossa nasali danneggiate dell'olotipo. Sempre nel secondo episodio i Diplodocus sono raffigurati con un ovopositore che non possedeva e che non costruivano nemmeno un nido cosa che invece costruivano. Il Tropeognathus (nella serie identificato come Ornithocheirus) è raffigurato come molto più grande di quanto fosse in realtà. Nel libro basato sulla serie, si è sostenuto che parecchi grandi frammenti ossei provenienti dalla Formazione Santana in Brasile, eventualmente, indicherebbero che il Tropeognathus poteva raggiungere un'apertura alare di quasi 12 metri e un peso di cento chili, il che lo renderebbe uno dei più grandi pterosauri conosciuti. Tuttavia, questi campioni frammentari non sono state descritti formalmente. Le stime più grandi sull'apertura alare di Tropeognathus parlano di circa 6 metri di apertura alare. Gli esemplari che i produttori del programma hanno utilizzato per giustificare tali dimensioni sono attualmente non descritti, e sono oggetto di studio da parte di Dave Martill e David Unwin. Unwin ha dichiarato che non crede la stima più alta sia probabile, e che i produttori abbiano scelto tali cifre, poiché erano più "spettacolari". Tuttavia, nessun altro pterosauro del Cretaceo inferiore avrebbe mai raggiunto tali dimensioni. Allo stesso modo, il Liopleurodon è raffigurato come lungo ben 25 metri nella serie, mentre la taglia adulta media di questo animale si aggira intorno ai 7 metri. Altro evidente errore nella serie sta nello Utahraptor, collocato in Europa anziché negli Stati Uniti.